# Anna Helene Væting
Anna Helene Væting (* 17. Mai 1982) ist eine ehemalige norwegische Biathletin.
Anna Helene Væting gewann bei den norwegischen Meisterschaften 2003 an der Seite von Linda Tjørhom und Gunn Margit Andreassen als Vertretung der Region Agder den Titel im Staffelrennen. Es war zugleich ihr größter Erfolg im Biathlon. In den Saisons 2004/05 und 2005/06 kam sie insbesondere zu den Saisonstarts mehrfach zu internationalen Einsätzen im Europacup. Ihr erstes Einzel in Geilo beendete sie 2004 als 48. 2005 gewann sie als 25. eines Sprints in Obertilliach zum ersten und einzigen Mal Punkte.